# نجم والي
نجم والي (بالألمانية: Najem Wali)‏ أديب عراقي ولد في العمارة عام 1956م، وغادر العراق أواخر 1980م. درس الأدب الألماني في جامعة هامبورغ والأدب الإسباني في جامعة كمبلوتنسي بمدريد. نجم والي الذي يُعتبر اليوم أحد أكثر الكتّاب العرب والعراقيين شهرة عالمية، يكتب العمود في الصحافة العربية (الحياة والمستقبل والمدى) والألمانية (دي تزايت، دير شبيغيل، زوددويتشه تزايتونغ ونويه تزوريشير تزايتونغ)، كما يعمل متفرغاً للكتابة منذ 2001 م يعيش اليوم في منفاه الألماني برلين.

## الحياة المُبكّرة والتعليم
وُلد نجم والي في مدينة العمارة، لكنه فرّّ من العراق عام 1980 بعد اندلاع الحرب العراقية الإيرانية. يعيش في هامبورغ. نشر والي سبعة كتب. وهو مراسل لصحيفة الحياة، وكتب في زود دويتشه تسايتونج، دي تسايت، Neue Zürcher Zeitung،  وفي أماكن أخرى. في عام 2009 نشر "Reise in das Herz des Feindes" (بالعربيّة: رحلة إلى قلب العدو)، وفيه سرد عن أسفاره في إسرائيل، مقدمًا «نظرة إيجابية» عن البلاد.
ذُكر في بعض المصادر أنَّ نجم والي وُلد في الأول من تموز /يوليو 1956، لكنّ الحقيقة أنه وُلد في 20 تشرين الأول/أكتوبر 1956 في جنوب العراق. هذه مجرد قصة واحدة من قصص عديدة في بلد الألف وديكتاتورية وألف حرب وأكثر كما يُوصف. بعد أن أنهى دراسته في في البصرة والعمارة (مسقط رأسه) بدأ دراساته الأدب الألماني في جامعة بغداد. بعد أن حصل على شهادته الجامعية عام 1978 تم تجنيده للخدمة العسكرية. في عام 1980 وأثناء الخدمة العسكرية، تم اعتقاله وتعذيبه كـ «منشق» و«معارض للحرب»، مع ذلك فقد استمرَّ في الخدمة العسكرية حتى تسريحه في آب/أغسطس 1980.

## المسيرة المهنيّة

### البداية
بعد فترة وجيزة من اندلاع الحرب العراقية الإيرانية في 22 أيلول/سبتمبر 1980، تمت إعادة تجنيد الشباب في سنه. لم يكن يريد خوض الحرب، فقرر مغادرة البلاد. لم يكن من السهل الحصول على تأشيرة خروج، لأسباب ليس أقلها أن اسمه كان على قائمة الأشخاص الذين لم يُسمح لهم بمغادرة البلاد. ولكن بفضل الرشوة ومساعدة بعض الأصدقاء استطاع مغادرة العراق بشكل نصف قانوني ونصف شكل غير قانوني. جاء إلى جمهورية ألمانيا الاتحادية في 8 تشرين الثاني/نوفمبر 1980 حيث تابع دراسته للغة الألمانية وآدابها وحصل على درجة الماجيستر. تناولت أطروحته كتاب Der Hofmeister und die Soldaten und die neuen Interpretationen bei Bertold Brecht und Heiner Kipphardt لجاكوب مايكل رينهولد ماريا لينز. في عام 1987 ذهب نجم والي إلى مدريد لدراسة الأدب الإسباني. في عام 1990 عاد إلى هامبورغ. تبع ذلك عدة زيارات دراسية، على سبيل المثال إلى أكسفورد في عام 1993 وإلى فلورنسا في عام 1995.

### النتاج الأدبي
بدأ نجم والي الكتابة مبكرًا. كتب قصته الأولى في سن السادسة عشرة وبدأ العمل كصحفي في إذاعة بغداد ومجلة أسبوعية عندما كان لا يزال طالبًا. نشر أولى رواياته عبر كارل هانسر عام 2004، وتي في عام 2010. بعد أن أصبح الكتاب من أكثر الكتب مبيعًا وأعيد طبعه عدة مرات - خاصة في دول الخليج والمملكة العربية السعودية والعراق ومصر. نيابة عن منظمة الهجرة الدولية ساعد نجم والي في تنظيم أول انتخابات عراقية (يناير وفبراير 2005) من منفاه في ألمانيا. في عام 2002 رافق جونتر غراس في رحلته إلى اليمن وشارك في العديد من الاجتماعات والمؤتمرات الدولية، وللمرة الأخيرة في جامعة حيفا في مارس 2007 في لقاء تحت عنوان "Quo Vadis Iraq؟".
يعيش نجم والي اليوم بشكل رئيسي في برلين ويعمل كمؤلف مستقل وصحفي ومراسل ثقافي لأهم الصحف بما في ذلك صحيفة الحياة، وكذلك مجلة المدى ومقرها بغداد. تُرجمت كتبه إلى عدة لغات. يكتب نجم والي أيضًا لصحف معروفة باللغة الألمانية بشكل منتظم، مثل زود دويتشه تسايتونج وNeue Zürcher Zeitung ودي تسايت وغيرها.

## كتبه
1. الحرب في حي الطرب (رواية، طبعة أولى، دار صحارى دمشق بودابست 1993، طبعة ثانية، المؤسسة العربية للدراسات والنشر عمان بيروت 2013.
2. «ليلة ماري الأخيرة» (قصص، شرقيات القاهرة 1995).
3. «مكان اسمه كُمَيْت» (رواية، شرقيات القاهرة 1997).
4. «فالس مع ماتيلدا» (قصص، دار المدى دمشق 1999).
5. «تل اللحم» (رواية، طبعة أولى، دار الساقي بيروت لندن 2001، طبعة ثانية ميريت القاهرة 2005).
6. «صورة يوسف» (رواية، طبعة أولى، دار المركز الثقافي العربي، بيروت – الدار البيضاء، 2005، طبعة ثانية، ميريت القاهرة 2008).
7. «ملائكة الجنوب» (رواية، طبعة أولى، دار كليم دبي 2009، طبعة ثانية، دار المدى 2010 بغداد).
8. «بغداد... مالبورو، رواية من أجل برادلي مانينع» (رواية، المؤسسة العربية للدراسات والنشر عمان وبيروت 2012).

## ترجماته
كما نقل عن الإسبانية مسرحية «خطبة لاذعة ضد رجل جالس» لغابرييل غارسيا ماركيز (مسرحية، طبعة أولى، المركز الثقافي أبوظبي 1998م، طبعة ثانية، دار أزمنة للنشر عمان 1999م)، أما عن الألمانية فقد نقل «خطوات، ظلال، أيام وحدود» لميشائيل كروغر (قصائد مختارة، دار نشر الغاوون، بيروت نيويورك 2013م). هذا وتُرجمت أغلب أعماله إلى عدة لغات عالمية وصدرت عن دور نشر عالمية مرموقة، كما كتبت عنها أشهر الصحف العالمية.

## روابط خارجية
- نجم والي على موقع مونزينجر (الألمانية)